# Olimpia Ludovisi
Olimpia Ludovisi (Piombino, 1656 – Roma, 27 novembre 1700) è stata una nobildonna italiana.

## Biografia

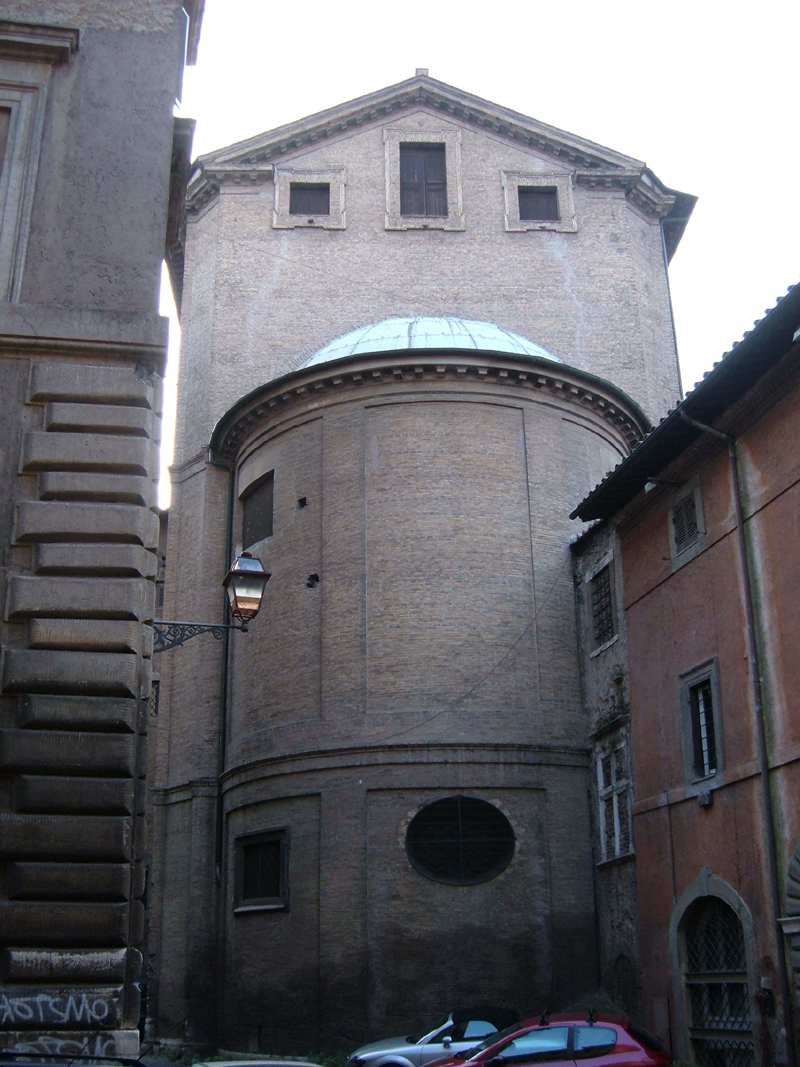
La chiesa di Tor de' Specchi (Roma)
dove Olimpia visse e fu sepolta

Figlia del principe di Piombino Niccolò I Ludovisi e della terza moglie Costanza Pamphili, nonché nipote e omonima della famosa donna Olimpia, Olimpia apparteneva a due grandi famiglie: era congiunta dei pontefici Innocenzo X e Gregorio XV, di Orazio Ludovisi e Olimpia Aldobrandini. 
Pur in possesso di un forte temperamento, adatto a governare, nel 1666 fu avviata alla vita religiosa nell'ordine delle oblate di Santa Francesca Romana della chiesa di Santa Maria Annunziata a Tor de' Specchi in Roma, dove vivrà per 34 anni: scelse il nome di Suor Anna Maria, senza dimenticare, però, il proprio posto in linea di successione al trono del principato di Piombino.
Morti in rapida successione il fratello Giovan Battista (r. 1664-1699) e il di lui infante erede, Niccolò II (r. 1698-1700), il 17 gennaio 1700 Olimpia, malgrado la condizione monacale, succedette legittimamente come principessa regnante di Piombino; il 9 marzo 1700 ottenne la subinfeudazione del piccolo Stato, facendosi rappresentare dal governatore generale don Dionisio De Costa nella formale presa di possesso e durante il rito di giuramento agli Anziani piombinesi.
La principessa fu duramente ostacolata dalle recriminazioni dei Gambacorti di Limatola, discendenti collaterali in linea maschile dai vecchi signori di Piombino, nonché dalla sorella minore Ippolita, che contrastò con ogni mezzo, anche legale.
La monaca Sua Altezza Serenissima ebbe comunque la meglio e continuò a governare il suo principato dalla clausura della chiesa romana di Tor de' Specchi, dove tuttavia morì il 27 novembre 1700, dopo un regno di soli otto mesi e diciotto giorni.
Il 27 gennaio 1701 la sorella minore Ippolita e suo marito Gregorio Boncompagni, duca di Sora, presero possesso del feudo; la loro posterità lo amministrerà fino al 1805.

## Ascendenza
|                                                           |                  |                                     | Genitori                                 |  |  | Nonni |  |  | Bisnonni                           |  |  | Trisnonni         |  |
|                                                           |                  |                                     |                                          |  |  |       |  |  | Pompeo Ludovisi, conte di Samoggia |  |  | Ludovico Ludovisi |  |
|                                                           |                  |                                     |                                          |  |  |       |  |  | Pompeo Ludovisi, conte di Samoggia |  |  | Ludovico Ludovisi |  |
|                                                           |                  | Bernardina Sassoni                  |                                          |  |  |       |  |  | Pompeo Ludovisi, conte di Samoggia |  |  |                   |  |
| Orazio Ludovisi, I duca di Fiano                          |                  |                                     |                                          |  |  |       |  |  | Pompeo Ludovisi, conte di Samoggia |  |  |                   |  |
|                                                           |                  | Camilla Bianchini                   | Alessandro Bianchini, patrizio bolognese |  |  |       |  |  |                                    |  |  |                   |  |
|                                                           |                  | Camilla Bianchini                   | Alessandro Bianchini, patrizio bolognese |  |  |       |  |  |                                    |  |  |                   |  |
|                                                           |                  | Camilla Bianchini                   | Ippolita Legnani                         |  |  |       |  |  |                                    |  |  |                   |  |
| Niccolò I Ludovisi, IV principe di Piombino               |                  | Camilla Bianchini                   |                                          |  |  |       |  |  |                                    |  |  |                   |  |
|                                                           |                  | Fabio Albergati, patrizio bolognese | Filippo Albergati                        |  |  |       |  |  |                                    |  |  |                   |  |
|                                                           |                  | Fabio Albergati, patrizio bolognese | Filippo Albergati                        |  |  |       |  |  |                                    |  |  |                   |  |
|                                                           |                  | Fabio Albergati, patrizio bolognese | Giulia Bargellini                        |  |  |       |  |  |                                    |  |  |                   |  |
| Lavinia Albergati                                         |                  | Fabio Albergati, patrizio bolognese |                                          |  |  |       |  |  |                                    |  |  |                   |  |
|                                                           |                  | Flaminia Bentivoglio                | Antonio Bentivoglio, conte palatino      |  |  |       |  |  |                                    |  |  |                   |  |
|                                                           |                  | Flaminia Bentivoglio                | Antonio Bentivoglio, conte palatino      |  |  |       |  |  |                                    |  |  |                   |  |
|                                                           |                  | Flaminia Bentivoglio                | Alessandra Desideri                      |  |  |       |  |  |                                    |  |  |                   |  |
| Olimpia Ludovisi, VII principessa di Piombino             |                  | Flaminia Bentivoglio                |                                          |  |  |       |  |  |                                    |  |  |                   |  |
|                                                           | Camillo Pamphili | Pamphilio Pamphili                  |                                          |  |  |       |  |  |                                    |  |  |                   |  |
|                                                           | Camillo Pamphili | Pamphilio Pamphili                  |                                          |  |  |       |  |  |                                    |  |  |                   |  |
|                                                           | Camillo Pamphili | Orazia Mattei                       |                                          |  |  |       |  |  |                                    |  |  |                   |  |
| Pamphilio Pamphili                                        | Camillo Pamphili |                                     |                                          |  |  |       |  |  |                                    |  |  |                   |  |
|                                                           |                  | Flaminia Cancellieri del Bufalo     | Fulvio Cancellieri del Bufalo            |  |  |       |  |  |                                    |  |  |                   |  |
|                                                           |                  | Flaminia Cancellieri del Bufalo     | Fulvio Cancellieri del Bufalo            |  |  |       |  |  |                                    |  |  |                   |  |
|                                                           |                  | Flaminia Cancellieri del Bufalo     | Antonia Serlupi                          |  |  |       |  |  |                                    |  |  |                   |  |
| Costanza Pamphili                                         |                  | Flaminia Cancellieri del Bufalo     |                                          |  |  |       |  |  |                                    |  |  |                   |  |
|                                                           |                  | Sforza Maidalchini                  | Andrea Maidalchini                       |  |  |       |  |  |                                    |  |  |                   |  |
|                                                           |                  | Sforza Maidalchini                  | Andrea Maidalchini                       |  |  |       |  |  |                                    |  |  |                   |  |
|                                                           |                  | Sforza Maidalchini                  | …                                        |  |  |       |  |  |                                    |  |  |                   |  |
| Olimpia Maidalchini, principessa di San Martino al Cimino |                  | Sforza Maidalchini                  |                                          |  |  |       |  |  |                                    |  |  |                   |  |
|                                                           |                  | Vittoria Gualtiero                  | Giulio Gualtiero                         |  |  |       |  |  |                                    |  |  |                   |  |
|                                                           |                  | Vittoria Gualtiero                  | Giulio Gualtiero                         |  |  |       |  |  |                                    |  |  |                   |  |
|                                                           |                  | Vittoria Gualtiero                  | Giulia Gherardi                          |  |  |       |  |  |                                    |  |  |                   |  |
|                                                           |                  | Vittoria Gualtiero                  |                                          |  |  |       |  |  |                                    |  |  |                   |  |